# Dilshod Choriyev
Dilshod Kobilmuxamadovich Choriyev (ur. 3 lipca 1985) – uzbecki judoka, brązowy medalista mistrzostw świata.
Startuje w kategorii do 90 kg. Jego największym osiągnięciem jest brązowy medal mistrzostw świata z Rotterdamu (2009).
W 2010 roku zdobył srebrny medal igrzysk azjatyckich w Kantonie (w kategorii do 90 kilogramów).

## Osiągnięcia

### Mistrzostwa świata
- 2009 Rotterdam –  brąz – 90 kg